# Зимницы (Думиничский район)
Зимницы — село в Думиничском районе Калужской области России. Расположено в 30 км от поселка Думиничи.

## Население
| 2002 | 2010 |
| ---- | ---- |
| 291  | ↘250 |

## История
В 1612 году 9 монахов разоренного поляками Мещовского Георгиевского монастыря поселились в глухом лесу на берегу реки Драгожань (Дорогошань), в местах, где стояли зимницы — зимние домики охотников. Так образовался новый населенный пункт.
Число лесных отшельников пополнялось, и в 1651 г. священноинок схимник Моисей получил царское разрешение на устройство монастыря, ему был выделен казённый лес под расчистку и распашку. Строительство обители завершилось в 1659 г. Каменный храм Троицы Живоначальной возведен в 1670 г. на средства енисейского воеводы Кирилла Аристарховича Яковлева и его брата Романа — крупных землевладельцев (вотчина их рода — деревни Воймирово и Сухой Сот). Была в монастыре ещё одна церковь, деревянная, во имя Св. Архистратига Михаила.
В 1661 при Дорогошанской Троицкой пустыни числилось 6 крестьянских дворов — это и была деревня Зимницы. Рядом возникло несколько деревень, у некоторых из них название говорит о принадлежности к монастырю: Слободка (монастырская слобода), Буда Монастырская, Пустынка (от слова «пустынь»). Всего по переписи 1678 года за Дорогошанским монастырем числится 21 крестьянский двор. Крестьяне, кроме отработки, ежегодно сдавали холста посконного 300 аршин, дров 50 саженей и 50 рогож.
Среди крупных вкладчиков, помимо стольников Яковлевых, были думные дьяки Аверкий Кирилов и Гаврил Деревнин, князья Урусовы, Борятинские, Львовы, Шаховские.
В 1724 Дорогошанскую пустынь приписали к Мещовскому Георгиевскому монастырю. Туда перевели братию — 26 монахов, и обслугу 11 человек. В Зимницах остались для церковной службы поп, дьячок и пономарь. Но через три года по прошению стольника Леонтия Романовича Яковлева и полковника Григория Ергольского монастырю вернули самостоятельность и всё имущество — деревни с крестьянами (713 душ мужского пола), мельницу о двух поставах, пашню и покосы, две версты леса.
По ревизии 1744 г. за Дорогошанским Троицким монастырем числится 944 души мужского пола. Он был богаче соседних обителей, в том числе Козельской Оптиной пустыни. Но это не спасло от закрытия: в 1764 указом Екатерины II Дорогошанский монастырь в числе многих других был упразднен, его имущество отошло в казну. Троицкая церковь стала приходским храмом села Зимницы.
В примечаниях к атласу Калужского наместничества 1782 г. сказано: Село Зимницы, дер. Каменка, Малая Каменка, Выдровка, Высокая, Буда, Пустыня и Слободка — 394 двора, 2356 жителей обоего пола. Село по обе стороны речки Дрогоженки и большой калужской дороги; две церкви; на речке три пруда и две мельницы.
В 1797 село становится центром волости, объединившей все бывшие деревни Дорогошанского монастыря, с населением около 3 тыс. человек.
Во время войны 1812 года Зимницкая волость пострадала материально. Для нужд армии у жителей реквизировали лошадей, сено и овес. Позже, уже в 20-е годы, в качестве компенсации им разрешили копать на казённых землях железную руду, что обеспечивало хороший доход.
В 1841 в Зимницах открылась первая на территории нашего района школа (сельское училище министерства госимуществ). В 1857 в ней было 54 ученика, в том числе 5 девочек. Штат состоял из учителя и помощника учителя.
В списке населенных мест Калужской губернии 1859 г. сказано: Зимницы (Драгошань), село казённое, 535 жителей мужского и 527 — женского пола.
Купец Федор Семенович Соловьев в 1871 открыл в Зимницах завод по производству конопляного масла. Предприятие было небольшое, на 300 пудов в год, работало на нем два человека.
По переписи 1897 г. в селе проживало 1669 жителей, на 1.01.1913 — 1605.

Виды окрестных полей

В 1926 с. Зимницы стало административным центром объединённой Маклаковской волости с населением 26 тыс. человек. Вскоре началось преобразование волостей в районы. Но не суждено было Зимницам стать районной столицей: Маклаковская волость, как не имевшая своей промышленности, была упразднена и разделена на три части. Самый большой её кусок присоединили к Думиничскому району.
В 1923 в Зимницах была организована коммуна, которая называлась «Прогресс». В неё вступили 15 человек, а руководил ею Е. И. Харькин. Коммуна просуществовала до 1929 г.
В 1930—1931 в ходе коллективизации в Зимницах организованы сельхозартели «Культура» (самый первый колхоз), «Декабрист» (в Ключевке), «Красная стрела». В 1954 из них, а также колхозов «Путь Ильича» (Каменка), «Коммунар» (Ботня), им. Сталина (Слободка) был образован совхоз «Зимницкий».
Зимницкая церковь Троицы Живоначальной была древнейшим храмом на территории Думиничского района. Её здание разрушено в 1942-м во время войны.
После образования Думиничского района в 1929 — центр сельского совета. В 1929 г. в бывшем доме купца Соловьева открылась 7-летняя школа.
Во время войны Зимницы были оккупированы немецкими войсками с 5 октября 1941 по 4 апреля 1942 (с перерывом 8-17 января).
В 1954 после объединения нескольких колхозов образован совхоз «Зимницкий» (существовал до 2006 г.)

Памятник после ремонта

В 2005 сельсовет преобразован в сельское поселение (СП), его центр перенесен в Новослободск.
В 2008 году был отремонтирован газопровод и водопровод.
В 1956 году в селе были захоронены 1142 погибших бойца из села Зимницы и деревни Слободка. 1920 года село Зимницы являлось центром Маклаковской волости Жиздринского уезда Брянской Губернии.
В 1957 году в селе была создана ещё одна братская могила, включающая 1300 погибших бойцов.
В братской могиле с. Зимницы похоронен танкист-ас Павел Хорошилов.

## Знаменитые земляки
- В Зимницах родился и вырос Александр Андреевич Тряскин (1921—1980), Герой Советского Союза.
- В селе родился летчик-ас Великой Отечественной войны Алексей Васильевич Никуленков http://airaces.narod.ru/all11/nikulenk.htm.

## Ссылка
- Зимницы в ВОВ
- Храм в Зимницах, п. Искра
- сайт села Новослободск